# Baseball Ground
Le Baseball Ground était un stade de football et de baseball localisé à Derby (Angleterre). C'était l'enceinte du club de Derby County FC entre 1895 et 1997.

## Histoire
Ce stade fut inauguré dans les années 1880 et accueillit dans un premier temps des matchs de baseball. Derby County s’y installe le 14 septembre 1895 et l'achète en 1924. 
Le record d'affluence est de 41 826 spectateurs le 20 septembre 1969 pour un match de championnat Derby County FC-Notts County FC. Le terrain avait été équipé d'un système d'éclairage pour les matchs en nocturne en mars 1953. Derby County FC abandonne ce stade en 1997 pour le Pride Park Stadium. Il est démoli en 2003.